# 俄羅斯國家男子排球隊
俄羅斯國家男子排球隊（俄语：Мужская сборная России по волейболу）是俄羅斯的國家男子排球隊。俄羅斯國家男子排球隊的前身是蘇聯國家男子排球隊（蘇聯男排）。 1948年，蘇聯國家隊加入國際排聯。在1960年代至1980年代，蘇聯男排曾實現歐錦賽9連冠（1967-87年間）、共奪得12次冠軍（1950年、1951年、1967年、1971年、1975年、1977年、1979年、1981年、1983年、1985年、1987年和1991年）。 此外還在奧運會3次奪冠（1964年、1968年和1980年）、世錦賽6次奪冠（1949年、1952年、1960年、1962年、1978年和1982年）和世界盃4次奪冠（1965年、1977年、1981年和1991年），是當時世界排壇第一強隊。因2022年俄羅斯入侵烏克蘭，國際排聯暫停所有俄羅斯國家隊、俱樂部和官員以及沙灘排球和雪地排球運動員的所有賽事。歐洲排球聯合會（CEV）也禁止所有俄羅斯國家隊、俱樂部和官員參加歐洲比賽，並暫停所有俄羅斯成員在CEV機構中各自的職務。
蘇聯解體後的俄羅斯男排在1992年至今也奪得過1次奧運會冠軍（2012年）、2次世界盃冠軍（1999年和2011年）、2次歐錦賽冠軍（2013年和2017年）和3次世界排球聯賽冠軍（2002年、2011年和2013年）。 雖然蘇聯男排曾奪得6次世錦賽冠軍，但作為其後繼者的俄羅斯男排，30多年來再沒有重奪過世錦賽冠軍。
截至第14屆世界盃，新世紀霸主巴西在三大賽累積9冠；不過，蘇聯/俄羅斯男排三大賽累積世界冠軍數比巴西多出7個，達16個，是三大賽奪標最多的國家。男排三大賽至今一共舉行47次（1949年世錦賽 - 2019年世界杯），蘇俄男排出席其中44次（只缺席1984年洛杉磯奧運會和1995、2003兩屆世界盃），一共取得16金8銀8銅，即32次男排三大賽都晉三甲，只有12次與獎牌無緣。
因為蘇聯、俄羅斯無論男排或女排在世界賽事中都有輝煌歷史成績（自蘇聯或俄羅斯加入國際排聯以來，男排除了千禧年代外均有世界冠軍進賬，女排更是每個年代均有世界冠軍進賬），蘇聯、俄羅斯也被公認為「排球王國」。
值得一提的是： 蘇聯、俄羅斯男排雖然歷史戰績輝煌，三大賽試過一次四連冠（1960年世錦賽 - 1965年世界盃）和一次五連冠（1977年世界盃 - 1982年世錦賽），但從未在單一賽事試過「三連冠」#。 
- # - 國際排聯史上，蘇聯女排（1952年、1956年、1960年世錦賽）、意大利男排（1990年、1994年、1998年世錦賽）、古巴女排（1992年、1996年、2000年奧運會）、巴西男排（2002年、2006年、2010年世錦賽）試過「單一賽事三連冠」，甚至「四連冠」（古巴女排：1989年、1991年、1995、1999年世界盃）

## 初代世界霸主、60年代四連冠、70年代下滑期
1925年，以為首的蘇共中央，批准以排球作為群眾運動，提出「百萬人打排球」的目標，自此排球成為蘇聯的主流體育活動 （页面存档备份，存于）。 而二戰後，蘇聯士兵控制東歐，也將排球熱潮傳入東歐，二戰後初期，蘇聯及幾乎整個東歐成了世界級男女子排球強隊。
1949年至60年代的頭六屆世界男排錦標賽，冠軍由蘇聯和捷克斯洛伐克壟斷，當中蘇聯男排佔了4個冠軍。
1964年，東京奧運會新增了室內排球項目；1965年，國際排聯又增設世界盃男排賽。 60年代強勢的蘇聯男排也順理成章在兩項新加賽事中奪冠，連同60連年代初的連續兩屆世錦賽冠軍，蘇聯男排實現了國際排聯史上首個「四連冠」，直到1966年世錦賽因為捷克斯洛伐克奪標而斷攬。
踏入70年代，東德、日本、波蘭相繼興起，蘇聯男排一段時間落入二線，並有很長時期不敵這幾支勁旅而無緣世界冠軍，尤其是1974年在墨西哥舉行的世界男排錦標賽和1976年在加拿大舉行的蒙特利爾奥運會中，兩次蘇聯男排都被如日中天的波蘭男排搶去冠軍： 1974年世錦賽採取決賽組六強單循環制，蘇聯男排在六強賽關鍵一戰負波蘭2比3，結果波蘭五戰全勝奪冠而回，蘇聯男排四勝一負只得亞軍； 無獨有偶，1976年夏季奧運會中，蘇聯在男子排球決賽中，也是以局數2比3負於波蘭，波蘭男排實現三大賽「兩連冠」，而蘇聯男排只得一面銀牌。
直至1977年，蘇聯男排重新崛起。

## 五連冠、美蘇對抗
蘇聯男排曾連續在1977年世界盃、1978年世界男排錦標賽、1980年莫斯科奧運會、1981年世界盃、1982年世界男排錦標賽五個世界冠軍賽事掄元，達成世界排球史上首個國際排聯三大賽「五連冠」。
1977年在日本舉行的世界盃，蘇聯男排成功殺入決賽組四強單循環賽事，最後三戰全勝對手（古巴、波蘭、日本） 當中蘇聯男排曾在F組分組賽以局數2比3敗於1974年世錦賽和1976年奧運「兩連冠」的波蘭男排，決賽組四強單循環賽事就以局數3比0回擊對手。 這次奪標，蘇聯男排正式開啟「五連冠」皇朝，相反波蘭男排卻失去「三連冠」的黃金機會，自此波蘭在國際男排舞台很長時期下滑至二三線。
1978年在意大利舉行的世錦賽，蘇聯男排完全橫掃所有對手，由分組賽到決賽都輕鬆贏對手局數3比0或3比1，決賽更以局數3比0橫掃東道主意大利男排，奪得冠軍，實現「兩連冠」。
由於1979年蘇聯入侵阿富汗，導致西方國家、日本、南韓、中華人民共和國和大部份伊斯蘭國家等聯合杯葛莫斯科奥運會，不過當時國際男子排球強隊多集中在東歐，所以莫斯科奥運會排球比賽水準仍然很高，結果蘇聯男排由分組賽到決賽全勝對手，決賽以局數3比1（比分：15–7,15–13,14–16,15–11）擊敗保加利亞男排，奪得金牌，實現「三連冠」。
1981年在日本舉行的世界盃，蘇聯男排在單循環賽事中，除了以局數3比2艱苦拿下勁敵波蘭之外，都是以局數3比0完勝其他對手「四連冠」。
1982年在阿根廷舉行的世錦賽，地理上距離蘇聯很遠，但如上屆一樣，強大的蘇聯男排完全橫掃所有對手，由分組賽到決賽都輕鬆贏對手局數3比0或3比1，決賽以局數3比0橫掃有地理優勢的巴西男排，奪得冠軍，成為首支實現三大賽「五連冠」的國家排球隊，比中國女排成為首支實現三大賽「五連冠」的女子國家排球隊的年份還要早四年。 不過這個冠軍至今仍是蘇聯／俄羅斯男排最近代的一個世錦賽冠軍。
1984年因為報復美國抵制1980年莫斯科奧運會而拒絕參加洛杉磯奥運會，結果美國男排奪冠；加上美國男排接連在之後的1985年世界盃、1986年世界男排錦標賽和1988年漢城奧運會直接擊敗蘇聯男排而奪冠（蘇聯男排則是三連亞），美國男排也達成「四連冠」，蘇聯男排在此時開始下滑。 值得一提，1980年代中後期的美蘇男排對抗剛好也是美蘇冷戰後期發生。

## 蘇聯解體、男排下滑
蘇聯解體前夕，蘇聯男排獲得過1991年世界盃。
1992年蘇聯解體之後，蘇聯男排曾以獨聯體名義參加巴塞隆納奧運會，但最終在八強淘汰賽敗於美國男排而無緣獎牌，不久俄羅斯繼承蘇聯加入國際排聯的席位。 俄羅斯男排當時雖然仍是世界排壇頂級強隊，蘇聯解體後初期，俄男排也曾奪得過1999年世界盃冠軍，在悉尼奧運會中，俄男排也殺入決賽，面對在分組賽手下敗將的南斯拉夫隊（現在的塞爾維亞），竟以直落0比3參敗於對方而無緣金牌。
但在90年代至千禧年代，國際男子排壇出現兩隊更強勢隊伍： 就是90年代的意大利男排（1990-98年世界男排錦標賽三連冠、1995年世界盃盟主）和2000年代的巴西男排（2002年世界男排錦標賽 - 2007年世界盃實現三大賽五連冠、2002-10年世界男排錦標賽三連冠、雅典奧運會金牌得主），俄男排面對這兩支強隊更多是束手無策，在這段期間俄男排也相對失色，分別長達八年和十二年未染指過世界冠軍（三大賽）。
其中，在1994世錦賽中，俄男排在淘汰賽八強階段被意大利以局數3比1擊敗； 在1998世錦賽中，俄男排在第二輪八強分組賽又被意大利以局數3比1擊敗，因為在第二輪分組賽積分只排第三，只進入第5-8名名次賽； 2004年雅典奧運會中，俄男排在淘汰賽四強階段再被意大利以局數3比0擊敗，最後也只獲銅牌。
另外，2002年世錦賽決賽和2007年世界盃單循環賽中，俄男排都敗於巴西而奪得亞軍； 2008年北京奧運會中，俄男排在B組分組賽獲得報仇機會： A組分組賽以局數3比1（比分：22-25,26-24,31-29,25-19）擊敗作為奧運衛冕冠軍的對手，唯在四強淘汰賽不敵最後冠軍美國而無緣決賽，最後只獲銅牌。
至於在歐洲賽事方面，俄男排更長達22年沒贏過歐錦賽。

## 2010年代中興
踏入2010年代，俄男排短暫獲得中興：2011年，俄羅斯在男排世界盃單循環比賽中僅負巴西，總績分和勝場數均壓過波蘭，在世界盃掄元；2012年，俄羅斯在倫敦奧運會上，決賽打敗上屆亞軍巴西男排，奪得金牌，時隔32年再次在奧運會奪冠，也是蘇聯解體後俄男排首面奧運金牌；俄男排連續在2011-12年實現「兩連冠」。 這一代的俄男排在世界排球聯賽中也有好表現，繼2002年後，分別在2011年及2013年兩次奪標而回，這三次世界排球聯賽冠軍決賽均曾擊敗千禧男排霸主巴西而獲得的；另外也在2013年奪得歐錦賽冠軍，也是蘇聯解體後俄男排首次奪得該賽事冠軍。
2014年開始，俄男排表現開始回落，在2014年世界男排錦標賽，俄男排成功殺入六強賽，但不幸被編入死亡之組，同組遇上勁敵東道主波蘭和新世紀霸主巴西，他們剛好分別是2011年世界盃和2012年倫敦奧運會亞軍，這次俄男排被他們復仇成功，兩敗意味無緣四強淘汰賽爭冠，失去實現「三連冠」的機會，而淘汰俄羅斯的波蘭和巴西也雙雙殺入決賽爭冠。
2015年的世界盃男排賽單循環比賽中，在強隊巴西缺席之下，俄男排仍接連敗於三代宿敵：波蘭、意大利、美國，只得第4名，宣告衛冕失敗。 接下來的歐錦賽，在八強敗於意大利，也宣告衛冕失敗。
另外自2013年奪得世界排球聯賽冠軍後，往後三年的2014-16年連續三屆世界聯賽也在無法打入前四名。
在2016年里約奧運會中，衛冕的俄男排在四強被主場巴西擊敗，後者最終贏得金牌，相反俄男排在季軍戰敗於美國，與獎牌擦身而過。到了2021年的東京奧運會，俄羅斯男排於四強賽擊敗衛冕冠軍巴西，成功晉級冠軍戰。然而卻以2-3的比分敗給首次於奧運排球比賽奪金的法國隊，最終俄羅斯男排以銀牌坐收。

## 蘇聯、俄羅斯男排16次世界冠軍
| 年份   | 賽事                 | 主辦國       | 冠軍代表        | 亞軍         | 季軍         |
| ------ | -------------------- | ------------ | --------------- | ------------ | ------------ |
| 1949年 | 第1屆世界男排錦標賽  | 捷克斯洛伐克 | 蘇聯 (兩連冠)   | 捷克斯洛伐克 | 保加利亞     |
| 1952年 | 第2屆世界男排錦標賽  | 蘇聯         | 蘇聯 (兩連冠)   | 捷克斯洛伐克 | 保加利亞     |
| 1960年 | 第4屆世界男排錦標賽  | 巴西         | 蘇聯 (四連冠)   | 捷克斯洛伐克 | 羅馬尼亞     |
| 1962年 | 第5屆世界男排錦標賽  | 蘇聯         | 蘇聯 (四連冠)   | 捷克斯洛伐克 | 羅馬尼亞     |
| 1964年 | 東京奧運會           | 日本         | 蘇聯 (四連冠)   | 捷克斯洛伐克 | 日本         |
| 1965年 | 第1屆世界盃          | 波蘭         | 蘇聯 (四連冠)   | 波蘭         | 捷克斯洛伐克 |
| 1968年 | 墨西哥城奧運會       | 墨西哥       | 蘇聯            | 日本         | 捷克斯洛伐克 |
| 1977年 | 第3屆世界盃          | 日本         | 蘇聯 (五連冠)   | 日本         | 古巴         |
| 1978年 | 第9屆世界男排錦標賽  | 義大利       | 蘇聯 (五連冠)   | 意大利       | 古巴         |
| 1980年 | 莫斯科奧運會         | 蘇聯         | 蘇聯 (五連冠)   | 保加利亞     | 羅馬尼亞     |
| 1981年 | 第4屆世界盃          | 日本         | 蘇聯 (五連冠)   | 古巴         | 巴西         |
| 1982年 | 第10屆世界男排錦標賽 | 阿根廷       | 蘇聯 (五連冠)   | 巴西         | 阿根廷       |
| 1991年 | 第7屆世界盃          | 日本         | 蘇聯            | 古巴         | 美国         |
| 1999年 | 第9屆世界盃          | 日本         | 俄羅斯          | 古巴         | 意大利       |
| 2011年 | 第12屆世界盃         | 日本         | 俄羅斯 (兩連冠) | 波蘭         | 巴西         |
| 2012年 | 倫敦奧運會           | 英国         | 俄羅斯 (兩連冠) | 巴西         | 意大利       |

### 蘇聯、俄羅斯男排三大賽亞軍和季軍
- 世界男排錦標賽
  - 亞軍 (3)：1974年、1986年、2002年
  - 季軍 (3)：1956年、1966年、1990年
- 世界盃
  - 亞軍 (2)：1985年、2007年
  - 季軍 (2)：1969年、1989年
- 奧運會
  - 亞軍 (3)：1976年蒙特利爾、1988年漢城、2000年雪梨、2020年東京
  - 季軍 (3)：1972年慕尼黑、2004年雅典、2008年北京

## 歷代宿敵
- 1950-60年代：捷克斯洛伐克
- 1970年代：波蘭
- 1980年代：美國
- 1990年代：意大利
- 2000-10年代：巴西

## 輝煌戰績

### 蘇聯男排五連冠（1977-82）

#### 簡介
蘇聯男排是首支實現三大賽「五連冠」（紀錄：開始於1977年世界盃 - 1982年世界男排錦標賽，因蘇聯杯葛1984年洛杉磯奧運會而無緣冠軍，紀錄被中止。）的國家排球隊，比中國女排成為首支實現三大賽「五連冠」（紀錄：1981年世界盃 - 1986年世界女排錦標賽，1988年漢城奧運會女排四強敗於蘇聯女排，紀錄被中止。）的女子國家排球隊還要早4年。 古巴女排在1998年世界女排錦標賽奪標後，打破三大賽所有國家排球隊的（男女混合計）的連冠紀錄至「六連冠」，最終古巴女排創下史無前的三大賽「八連冠」（1991年世界盃 - 2000年悉尼奧運會，2002年世界女排錦標賽八強敗於美國女排，紀錄被中止。）。
不過男子紀錄方面，至今蘇聯男排和巴西男排仍共享最長「五連冠」紀錄，後者從2002年世界男排錦標賽 - 2007年世界盃連續五個三大賽都獲得冠軍，卻在2008年北京奧運會男排決賽不敵美國而紀錄被中止。
蘇聯男排五連冠由1977年世界盃到1982年世界男排錦標賽，在二傳手扎伊采夫和主攻手薩文（Aleksandr Savin）帶領下，共取得37勝1負佳績，唯一敗仗在F組第2輪分組賽對前任霸主波蘭男排（1974年世界男排錦標賽和1976年蒙特利爾奧運會「兩連冠」），僅負局分2-3。波蘭男排在這「兩連冠」是直接擊敗蘇聯男排而奪冠的，連同這次就是三大賽對蘇聯男排四連殺（1974年世錦賽，波蘭曾兩勝蘇聯），不過，蘇聯男排卻在最後四強循環賽決賽橫掃波蘭男排局分3-0，最終奪冠並開啟「五連冠」皇朝，而波蘭男排失利後，徹底淪為世界二三流長達近30年，直至2006年殺入世錦賽決賽，才回到世界一線行列。
隨後的1978年世界男排錦標賽、1980年莫斯科奧運會、1981年世界盃及1982年世界男排錦標賽，蘇聯男排力壓日本、古巴、波蘭、意大利、保加利亞、巴西等多支強隊，完成三大賽「五連冠」。
不過蘇聯男排的風光很快又受到挑戰，蘇聯因為報復美國抵制1980年莫斯科奧運會，拒絕參加1984年洛杉磯奥運會，結果失去爭逐「六連冠」的機會，而東道主的美國男排則奪冠而回，當時正值冷戰後期，雙方在體育上的競爭也非常激烈。
早在1982年世界男排錦標賽，蘇聯男排將當時羽翼未豐的美國男排打得無招架之力，但到了1984年，美國男排已成了世界頂尖強隊；1985年世界盃是美蘇兩強正面交鋒的首個大舞台，第二輪單循環賽事中，兩隊戰至局分2比2，雙方球員更激戰至幾乎虛脫，在決勝的第五局，蘇聯男排一度領先分數9比3的情況下，反輸12比15，美國男排最終七戰全勝奪冠；之後的1986年世界男排錦標賽和1988年漢城奧運會，美國男排又接二連三在決賽擊敗蘇聯男排而實現「四連冠」，相反蘇聯男排收獲「三連亞」而士氣受挫，加上蘇聯解體，令其後繼者俄羅斯男排很長時期失去世界男排霸主地位。（蘇聯解體後20多年的俄羅斯男排至今只收獲3個世界冠軍，遠比蘇聯男排在冷戰時期40多年的13個少得多。）

#### 1977年世界盃
主辦國：  日本
| 場次                                   | 日期     | 對手     | 局分  | 得分                           |
| -------------------------------------- | -------- | -------- | ----- | ------------------------------ |
| C組分組賽 （首2名直入第2輪分組賽）     | 11月17日 |          | 勝3-0 | 15-9, 15-12, 15-11             |
| C組分組賽 （首2名直入第2輪分組賽）     | 11月19日 | 墨西哥   | 勝3-0 | 15-4, 15-7, 15-7               |
| F組第2輪分組賽 （首2名直入決賽組四強） | 11月22日 | 巴西     | 勝3-0 | 15-11, 15-9, 15-10             |
| F組第2輪分組賽 （首2名直入決賽組四強） | 11月23日 | 保加利亚 | 勝3-1 | 9-15, 15-3, 15-11, 15-5        |
| F組第2輪分組賽 （首2名直入決賽組四強） | 11月24日 | 波蘭     | 負2-3 | 12-15, 5-15, 15-3, 15-7, 13-15 |
| 決賽組 （單循環聯賽）                  | 11月27日 | 古巴     | 勝3-1 | 14-16, 15-7, 15-2, 15- 6       |
| 決賽組 （單循環聯賽）                  | 11月28日 | 波蘭     | 勝3-0 | 15-7, 15-9, 15-5               |
| 決賽組 （單循環聯賽）                  | 11月29日 | 日本     | 勝3-0 | 15-6, 15-2, 15-10              |
| 蘇聯在決賽組三戰全勝奪冠。             |          |          |       |                                |

#### 1978年世界男排錦標賽
主辦國：  義大利
| 場次                                             | 日期    | 對手     | 局分  | 得分                     |
| ------------------------------------------------ | ------- | -------- | ----- | ------------------------ |
| C組分組賽 （首2名直入G組第2輪分組賽）            | 9月20日 | 法國     | 勝3-0 | 15-6, 15-6, 15-2         |
| C組分組賽 （首2名直入G組第2輪分組賽）            | 9月21日 | 巴西     | 勝3-1 | 11-15, 17-15, 15-8, 15-9 |
| C組分組賽 （首2名直入G組第2輪分組賽）            | 9月22日 | 突尼西亞 | 勝3-0 | 15-1, 15-2, 15-7         |
| G組第2輪分組賽 （首2名直入四強， C組對手不碰頭） | 9月24日 | 东德     | 勝3-0 | 15-3, 15-7, 15-11        |
| G組第2輪分組賽 （首2名直入四強， C組對手不碰頭） | 9月25日 | 保加利亚 | 勝3-1 | 15-7, 15-6, 7-15, 15-8   |
| G組第2輪分組賽 （首2名直入四強， C組對手不碰頭） | 9月26日 | 中國     | 勝3-1 | 15-8, 15-7, 9-15, 15-6   |
| G組第2輪分組賽 （首2名直入四強， C組對手不碰頭） | 9月27日 | 義大利   | 勝3-0 | 15-11, 15-6, 15-3        |
| 四強                                             | 9月30日 |          | 勝3-0 | 15-7, 15-10, 15-9        |
| 決賽                                             | 10月1日 | 義大利   | 勝3-0 | 15-3, 15-4, 15-5         |

#### 1980年莫斯科奧運會
主辦國：  苏联
| 場次                                | 日期    | 對手         | 局分  | 得分                      |      |
| ----------------------------------- | ------- | ------------ | ----- | ------------------------- | ---- |
| 男子排球A組分組賽 （首2名直入四強） | 7月20日 | 捷克斯洛伐克 | 勝3-1 | 15–13, 15–10, 13–15, 15–7 |      |
| 男子排球A組分組賽 （首2名直入四強） | 7月22日 | 輪空         | 輪空  | 輪空                      | 輪空 |
| 男子排球A組分組賽 （首2名直入四強） | 7月24日 | 意大利       | 勝3-0 | 15–2, 15–7, 15–10         |      |
| 男子排球A組分組賽 （首2名直入四強） | 7月26日 | 保加利亚     | 勝3-0 | 15–6, 15–8, 15–10         |      |
| 男子排球A組分組賽 （首2名直入四強） | 7月28日 | 古巴         | 勝3-0 | 15–10, 15–13, 15–11       |      |
| 四強                                | 7月30日 | 羅馬尼亞     | 勝3-0 | 15–6, 15–10, 15–5         |      |
| 決賽                                | 8月1日  | 保加利亚     | 勝3-1 | 15–7, 15–13, 14–16, 15–11 |      |

#### 1981年世界盃
主辦國：  日本
| 場次               | 日期     | 對手     | 局分  | 得分                           |
| ------------------ | -------- | -------- | ----- | ------------------------------ |
| 單循環聯賽         | 11月19日 | 巴西     | 勝3-0 | 15-6, 15-4, 15-5               |
| 單循環聯賽         | 11月20日 | 中國     | 勝3-0 | 15-11, 15-11, 15-12            |
| 單循環聯賽         | 11月22日 | 突尼西亞 | 勝3-0 | 15-4, 15-8, 15-2               |
| 單循環聯賽         | 11月24日 | 波蘭     | 勝3-2 | 8-15, 15-11, 15-4, 13-15, 15-4 |
| 單循環聯賽         | 11月26日 | 古巴     | 勝3-0 | n/a                            |
| 單循環聯賽         | 11月27日 | 義大利   | 勝3-0 | 15-6, 15-5, 15-9               |
| 單循環聯賽         | 11月28日 | 日本     | 勝3-0 | 15-5, 15-11, 15-11             |
| 蘇聯七戰全勝奪冠。 |          |          |       |                                |

#### 1982年世界男排錦標賽
主辦國：  阿根廷
| 場次                                             | 日期     | 對手         | 局分  | 得分                     |
| ------------------------------------------------ | -------- | ------------ | ----- | ------------------------ |
| B組分組賽 （首2名直入X組第2輪分組賽）            | 10月2日  | 智利         | 勝3-0 | 15–0, 15–4, 15–8         |
| B組分組賽 （首2名直入X組第2輪分組賽）            | 10月3日  | 美国         | 勝3-0 | 15–5, 15–5, 15–2         |
| B組分組賽 （首2名直入X組第2輪分組賽）            | 10月4日  | 保加利亚     | 勝3-0 | 15–7, 15–5, 15–3         |
| X組第2輪分組賽 （首2名直入四強， B組對手不碰頭） | 10月7日  | 古巴         | 勝3-0 | 15–12, 15–3, 15–6        |
| X組第2輪分組賽 （首2名直入四強， B組對手不碰頭） | 10月8日  | 捷克斯洛伐克 | 勝3-1 | 10-15, 15-12, 15-6, 15-4 |
| X組第2輪分組賽 （首2名直入四強， B組對手不碰頭） | 10月10日 | 波蘭         | 勝3-1 | 15-9, 11-15, 15-9, 15-2  |
| X組第2輪分組賽 （首2名直入四強， B組對手不碰頭） | 10月11日 | 巴西         | 勝3-0 | 15-7, 15-7, 15-6         |
| 四強                                             | 10月13日 | 阿根廷       | 勝3-0 | 15-7, 15-10, 15-9        |
| 決賽                                             | 10月15日 | 巴西         | 勝3-0 | 15-3, 15-4, 15-5         |

#### 三大賽對手 （37勝1負）
| 洲份   | 3大賽對手    | 勝 | 負 | 決賽勝 * | 得-失局 | 首局落後 | 第五局勝-負 |
| ------ | ------------ | -- | -- | -------- | ------- | -------- | ----------- |
| 歐洲   | 義大利       | 4  | 0  | 1        | 12-0    | 0        | 0-0         |
| 歐洲   | 保加利亚     | 4  | 0  | 1        | 12-3    | 1        | 0-0         |
| 歐洲   | 波蘭         | 3  | 1  | 0        | 11-6    | 2        | 1-1         |
| 歐洲   | 捷克斯洛伐克 | 2  | 0  | 0        | 6-2     | 1        | 0-0         |
| 歐洲   | 法國         | 1  | 0  | 0        | 3-0     | 0        | 0-0         |
| 歐洲   | 羅馬尼亞     | 1  | 0  | 0        | 3-0     | 0        | 0-0         |
| 歐洲   | 东德         | 1  | 0  | 0        | 3-0     | 0        | 0-0         |
| 北美洲 | 古巴         | 4  | 0  | 0        | 12-1    | 1        | 0-0         |
| 北美洲 | 美国         | 1  | 0  | 0        | 3-0     | 0        | 0-0         |
| 北美洲 | 墨西哥       | 1  | 0  | 0        | 3-0     | 0        | 0-0         |
| 南美洲 | 巴西         | 5  | 0  | 1        | 15-1    | 1        | 0-0         |
| 南美洲 | 阿根廷       | 1  | 0  | 0        | 3-0     | 0        | 0-0         |
| 南美洲 | 智利         | 1  | 0  | 0        | 3-0     | 0        | 0-0         |
| 亞洲   | 中國         | 2  | 0  | 0        | 6-1     | 0        | 0-0         |
| 亞洲   | 日本         | 2  | 0  | 0        | 6-0     | 0        | 0-0         |
| 亞洲   |              | 2  | 0  | 0        | 6-0     | 0        | 0-0         |
| 非洲   | 突尼西亞     | 2  | 0  | 0        | 6-0     | 0        | 0-0         |
| 總數   | 總數         | 37 | 1  | 3        | 113-14  | 6次      | 1-1         |

* - 只計算有決賽的世界男排錦標賽和奧運會。

### 俄羅斯2010年代初兩連冠（2011-12）

#### 簡介
2011年世界盃中，俄羅斯男排表現出眾，在11場單循環聯賽賽事取得其中10場勝仗，輸的一場正是新世紀霸主兼其剋星巴西男排，總分累積達29分； 但巴西在這次比賽發揮不佳，一共輸了3場球（分別是局分2比3敗於意大利和古巴，以及1比3敗於塞爾維亞），加上對中國和波蘭也只能險勝3比2，最後導致同勝場下積分少於波蘭男排（波蘭26分、巴西24分），跌落第3位； 俄羅斯最後一輪對波蘭只要取得2局（俄羅斯賽前27分9勝，波蘭則是25分8勝，局分3比0或3比1勝方得3分負方得0分、3比1則勝方得2分負方得1分）即使輸了比賽也確定穩奪冠軍，結果也險勝對手3比2奪標； 而本賽事的前三名：俄羅斯、波蘭、巴西，也取得翌年倫敦奧運會排球比賽的參賽資格。
2012年倫敦奧運會中，俄羅斯男排和巴西、美國等勁旅同組，俄羅斯一如以往直落3局敗於剋星巴西，結果俄羅斯和巴西仍雙雙出線並過關斬將殺入決賽。 決賽頭2局，巴西男排的立體進攻令俄男排毫無招架之力，在得分基本落後下，俄羅斯以局分0比2（19-25, 20-25）落後，接應馬克西姆·米哈伊洛夫（Maxim Mikhaylov）被巴西男排後排進攻盯死； 身高2.18米的副攻手穆塞爾斯基擁有比賽中球員的第一高度，但面對巴西的強力攔網也沒有太大優勢； 第3局穆塞爾斯基改打接應而米哈伊洛夫改打主攻，副攻线由沃尔科夫（Aleksandr Volkov）和阿帕里科夫搭档，俄羅斯曾一度落後分數19-22，關鍵時刻靠謝爾蓋·泰特尤金（Tetyukhin）的强攻、发球以及穆塞尔斯基的反击连得三分追至22平分，巴西隊曾有2個金牌點（領先24-23和26比25），但巴西仍要輸27-29，俄羅斯扳回一局； 第3局俄羅斯憑借穆塞爾斯基和米哈伊洛夫的强攻连续得分，巴西得分一直落後，最終俄羅斯追平局分2比2； 巴西隊員士氣受挫，結果第5局巴西完全落後之下輸9-15，俄男排成功驚天逆轉奪金。
2015年世界盃、2016年里約奧運會，均衛冕失敗，均只得第4名，與獎牌無緣。

#### 2011年世界盃
主辦國：  日本
| 場次                                                                | 日期     | 對手     | 局分  | 得分                              |
| ------------------------------------------------------------------- | -------- | -------- | ----- | --------------------------------- |
| 單循環聯賽                                                          | 11月20日 | 義大利   | 勝3-1 | 22-25, 25-22, 25-22, 25-21        |
| 單循環聯賽                                                          | 11月21日 | 中國     | 勝3-0 | 25-18, 25-20, 25-18               |
| 單循環聯賽                                                          | 11月22日 | 美国     | 勝3-0 | 25-18, 25-18, 26-24               |
| 單循環聯賽                                                          | 11月24日 | 巴西     | 負0-3 | 16-25, 19-25, 22-25               |
| 單循環聯賽                                                          | 11月25日 | 埃及     | 勝3-1 | 25-18, 25-17, 23-25, 25-9         |
| 單循環聯賽                                                          | 11月27日 | 塞爾維亞 | 勝3-0 | 25-16, 25-16, 25-15               |
| 單循環聯賽                                                          | 11月28日 | 阿根廷   | 勝3-0 | 25-23, 25-22, 25-19               |
| 單循環聯賽                                                          | 11月29日 | 古巴     | 勝3-1 | 25-23, 25-27, 25-18, 25-12        |
| 單循環聯賽                                                          | 12月2日  | 日本     | 勝3-0 | 25-23, 25-16, 25-23               |
| 單循環聯賽                                                          | 12月3日  | 伊朗     | 勝3-0 | 31-29, 25-21, 25-18               |
| 單循環聯賽                                                          | 12月4日  | 波蘭     | 勝3-2 | 25-23, 23-25, 25-22, 17-25, 17-15 |
| 俄羅斯在單循環賽11戰10勝1負奪冠，波蘭和巴西均11戰8勝3負位列二三位。 |          |          |       |                                   |

#### 2012年倫敦奧運會
主辦國：  英国
| 場次                                | 日期    | 對手     | 局分  | 得分                             |
| ----------------------------------- | ------- | -------- | ----- | -------------------------------- |
| 男子排球B組分組賽 （首4名直入八強） | 7月29日 | 德国     | 勝3-0 | 31-29, 25-18, 25-17              |
| 男子排球B組分組賽 （首4名直入八強） | 7月31日 | 巴西     | 負0-3 | 21-25, 23-25, 21-25              |
| 男子排球B組分組賽 （首4名直入八強） | 8月2日  | 突尼西亞 | 勝3-0 | 25-21, 25-15, 25-23              |
| 男子排球B組分組賽 （首4名直入八強） | 8月4日  | 美国     | 勝3-2 | 27-29, 19-25, 26-24, 25-16, 15-8 |
| 男子排球B組分組賽 （首4名直入八強） | 8月4日  | 塞爾維亞 | 勝3-0 | 25-15, 25-20, 25-17              |
| 八強                                | 8月8日  | 波蘭     | 勝3-0 | 25-17, 25-23, 25-21              |
| 四強                                | 8月10日 | 保加利亚 | 勝3-1 | 25-21, 25-15, 23-25, 25-23       |
| 決賽                                | 8月12日 | 巴西     | 勝3-2 | 19-25, 20-25, 29-27, 25-22 ,15-9 |

#### 三大賽對手 （17勝2負）
| 洲份   | 3大賽對手 | 勝 | 負 | 決賽勝 * | 得-失局 | 首局落後 | 第五局勝-負 |
| ------ | --------- | -- | -- | -------- | ------- | -------- | ----------- |
| 歐洲   | 塞爾維亞  | 2  | 0  | 0        | 6-0     | 0        | 0-0         |
| 歐洲   | 波蘭      | 2  | 0  | 0        | 6-2     | 0        | 1-0         |
| 歐洲   | 保加利亚  | 1  | 0  | 0        | 3-1     | 0        | 0-0         |
| 歐洲   | 義大利    | 1  | 0  | 0        | 3-1     | 1        | 0-0         |
| 歐洲   | 德国      | 1  | 0  | 0        | 3-0     | 0        | 0-0         |
| 北美洲 | 美国      | 2  | 0  | 0        | 6-2     | 1        | 1-0         |
| 北美洲 | 古巴      | 1  | 0  | 0        | 3-1     | 0        | 0-0         |
| 南美洲 | 巴西      | 1  | 2  | 1        | 3-8     | 3        | 1-0         |
| 南美洲 | 阿根廷    | 1  | 0  | 0        | 3-0     | 0        | 0-0         |
| 亞洲   | 中國      | 1  | 0  | 0        | 3-0     | 0        | 0-0         |
| 亞洲   | 伊朗      | 1  | 0  | 0        | 3-0     | 0        | 0-0         |
| 亞洲   | 日本      | 1  | 0  | 0        | 3-0     | 0        | 0-0         |
| 非洲   | 埃及      | 1  | 0  | 0        | 3-0     | 0        | 0-0         |
| 非洲   | 突尼西亞  | 1  | 0  | 0        | 3-0     | 0        | 0-0         |
| 總數   | 總數      | 17 | 2  | 1        | 51-15   | 5次      | 3-0         |

* - 只計算有決賽的世界男排錦標賽和奧運會。

## 現時陣容(2020東京奧運)
以下隊員名單參考自2020年東京奧運。
總教練： Tuomas Sammelvuo(2019–2022)
| No. | 姓名                | 生日           | 身高                  | 體重         | 扣球高度          | 攔網高度          | 目前效力之俱樂部         |
| --- | ------------------- | -------------- | --------------------- | ------------ | ----------------- | ----------------- | ------------------------ |
| 1   | Yaroslav Podlesnykh | 1994年9月3日   | 1.98米（6英尺6英寸）  | 89（196磅）  | 341 cm（134英寸） | 330 cm（130英寸） | VC Dinamo Moscow         |
| 4   | Artem Volvich       | 1990年6月22日  | 2.08米（6英尺10英寸） | 96（212磅）  | 350 cm（140英寸） | 330 cm（130英寸） | VC Belogorie             |
| 7   | Dmitry Volkov       | 1995年5月25日  | 2.01米（6英尺7英寸）  | 88（194磅）  | 340 cm（130英寸） | 330 cm（130英寸） | Fakel Novy Urengoy       |
| 9   | Ivan Iakovlev       | 1995年4月17日  | 2.07米（6英尺9英寸）  | 89（196磅）  | 360 cm（140英寸） | 350 cm（140英寸） | 澤尼特聖彼得堡排球俱樂部 |
| 10  | Denis Bogdan        | 1996年10月13日 | 2.00米（6英尺7英寸）  | 92（203磅）  | 350 cm（140英寸） | 340 cm（130英寸） | Fakel Novy Urengoy       |
| 11  | Pavel Pankov        | 1995年8月14日  | 1.98米（6英尺6英寸）  | 90（200磅）  | 345 cm（136英寸） | 330 cm（130英寸） | VC Dinamo Moscow         |
| 15  | Viktor Poletaev     | 1995年7月27日  | 1.96米（6英尺5英寸）  | 85（187磅）  | 360 cm（140英寸） | 340 cm（130英寸） | 澤尼特聖彼得堡排球俱樂部 |
| 17  | 馬克西姆·米哈伊洛夫 | 1988年3月19日  | 2.02米（6英尺8英寸）  | 103（227磅） | 345 cm（136英寸） | 330 cm（130英寸） | 澤尼特喀山               |
| 18  | Egor Kliuka         | 1995年6月15日  | 2.09米（6英尺10英寸） | 93（205磅）  | 360 cm（140英寸） | 350 cm（140英寸） | 澤尼特聖彼得堡排球俱樂部 |
| 20  | Ilyas Kurkaev       | 1994年1月18日  | 2.07米（6英尺9英寸）  | 95（209磅）  | 355 cm（140英寸） | 335 cm（132英寸） | VC Lokomotiv Novosibirsk |
| 24  | Igor Kobzar         | 1991年4月13日  | 1.98米（6英尺6英寸）  | 86（190磅）  | 337 cm（133英寸） | 315 cm（124英寸） | VC Kuzbass Kemerovo      |
| 27  | 瓦倫丁·格魯貝夫     | 1992年5月3日   | 1.90米（6英尺3英寸）  | 70（150磅）  | 310 cm（120英寸） | 305 cm（120英寸） | VC Belogorie             |

### 歷任教練
- Viacheslav Platonov（英语：Viacheslav Platonov） (1996–1997)
- 維亞切斯拉夫·亞歷克塞維奇·扎伊采夫 (1997–1997)
- Gennadiy Shipulin（英语：Gennadiy Shipulin） (1998–2004)

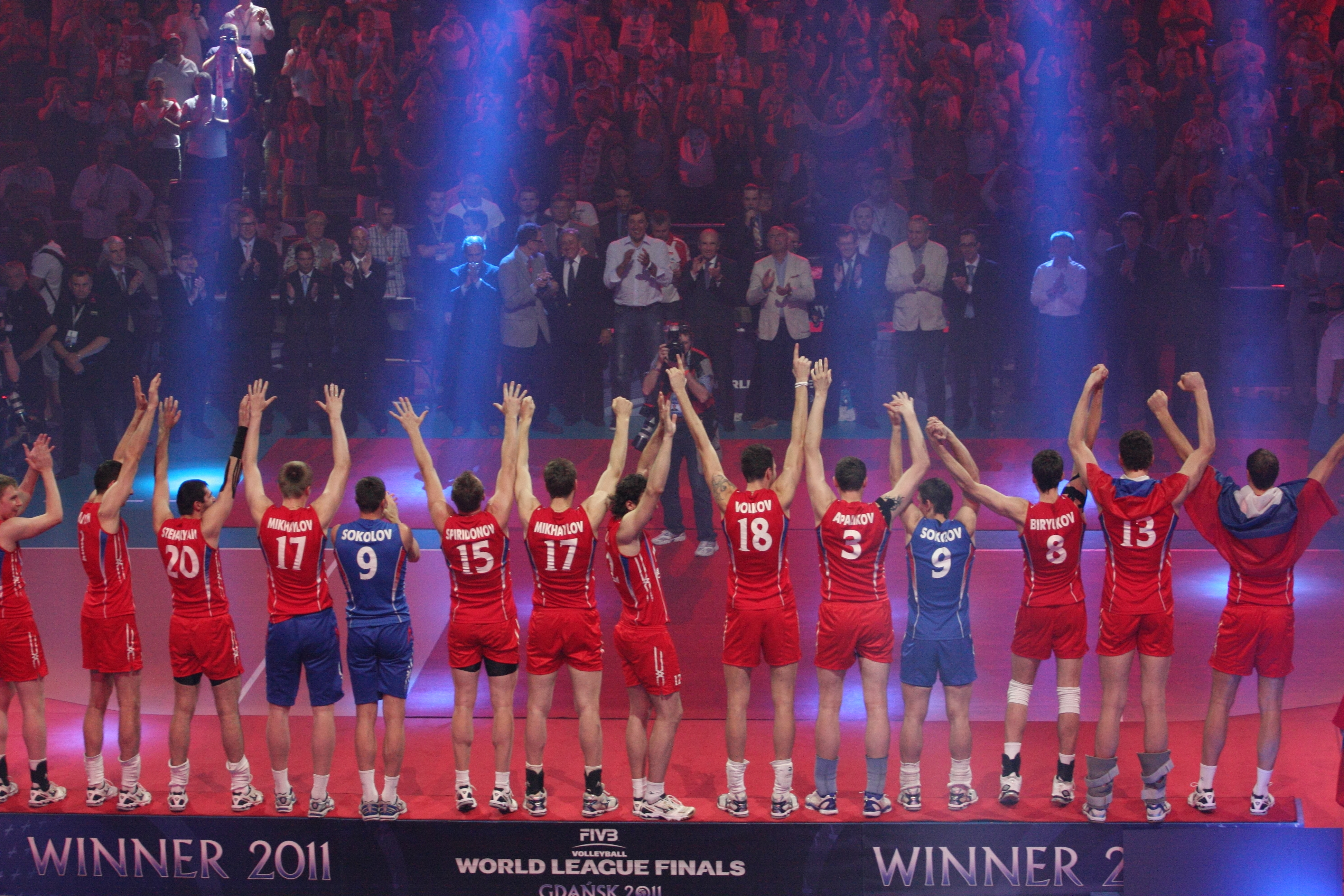
Russia team in final World League 2011

- 佐兰·加伊奇 (2005–2006)
- Vladimir Alekno（英语：Vladimir Alekno） (2007–2008)
- Daniele Bagnoli（英语：Daniele Bagnoli） (2009–2010)
- Vladimir Alekno（英语：Vladimir Alekno） (2011–2012)
- Andrei Voronkov (volleyball)（英语：Andrey Voronkov） (2013–2015)
- Vladimir Alekno（英语：Vladimir Alekno） (2015–2016)
- Sergey Shlyapnikov（英语：Sergey Shlyapnikov） (2017–2019)
- Tuomas Sammelvuo（英语：Tuomas Sammelvuo）(2019–2022)
- Konstantin Bryanskiy(2022–)

## 名將
- 維亞切斯拉夫·亞歷克塞維奇·扎伊采夫 - 1976年成為國家排球隊成員，司職舉球員，連續在1977年世界盃、1978年世界男排錦標賽、1980年莫斯科奧運會、1981年世界盃、1982年世界男排錦標賽連續五個世界冠軍賽事奪標。
- 尼古拉·阿帕里科夫 - 俄羅斯2010年代初黃金一代中間手，為俄羅斯奪得2011年男排世界盃、2012年倫敦奧運會兩個世界冠軍，以及2011年世界排球聯賽、2013年世界排球聯賽和2013年歐洲排球錦標賽冠軍。
- 謝爾蓋·格蘭金 - 俄羅斯2010年代初黃金一代舉球員，為俄羅斯奪得2012倫敦奧運會金牌，以及2011年世界排球聯賽、2013年世界排球聯賽和2013年歐洲排球錦標賽冠軍。
- 德米特里·伊利内赫 - 俄羅斯2010年代初黃金一代主攻手，為俄羅斯奪得2012年倫敦奧運會金牌，以及2013年世界排球聯賽和2013年歐洲排球錦標賽冠軍。
- 迪米特里·穆塞爾斯基 - 俄羅斯2010年代初黃金一代中間手，為俄羅斯奪得2011年男排世界盃、2012年倫敦奧運會兩個世界冠軍，以及2011年世界排球聯賽、2013年世界排球聯賽和2013年歐洲排球錦標賽冠軍。
- 阿列克謝·斯皮里多諾夫 - 俄羅斯2010年代初黃金一代主攻手，為俄羅斯奪得2011年及2013年世界排球聯賽和2013年歐洲排球錦標賽冠軍。
- 馬克西姆·米哈伊洛夫 - 俄羅斯2010年代初黃金一代舉球對角，連續參與2008年至2020年四屆奧運，為俄羅斯奪得2012年倫敦奧運會金牌、2020年東京奧運會銀牌，以及2011、2013年世界排球聯賽和2013、2017年歐洲排球錦標賽冠軍。